# Aks
Aks (hindi: अक्स, tłumaczenie: „Zarzut”) – bollywoodzki thriller wyreżyserowany w 2001 przez debiutanta Rakeysh Omprakash Mehra, później autora Rang De Basanti. W rolach głównych Amitabh Bachchan i Manoj Bajpai.
W filmie można spotkać wątki z hollywoodzkich filmów Mission: Impossible (z Tomem Cruise’em), Fallen (z Denzelem Washingtonem) i Face/Off (z Johnem Travoltą i Nicolasem Cage’em).

## Motywy w filmie
- Budapeszt * politycy * zamach na polityka * maska * odwołania do Bhagawad Gity * upośledzony (Maayavi, Pithamagan) * wymuszenie pieniędzy * relacja córki i ojca * tancerka w lokalu (Duplicate, English Babu Desi Mem, morderstwo * seks * relacja między braćmi * dziecko zabija rodzica (Shootout at Lokhandwala) * spalenie żywcem Parinda) * marzenie o powrocie na wieś (Salaam Bombay!) * śmierć przyjaciela * pogrzeb hinduski * nauczanie guru, kapłana (Dharm) * wolny związek * przesłuchanie na policji * polowanie (Koyla, Lagaan) * medytacja * skok z wodospadu Koyla) * więzienie * sąd * wyrok śmierci (Ram Jaane) * skazany idący na szubienicę (1942: A Love Story, Ram Jaane, Rang De Basanti, The Legend of Bhagat Singh) * szpital * wspomnienia * zemsta * wysypywanie prochów (Lamhe, Veer-Zaara) * rozszczepienie osobowości (Anniyan, Bhool Bhulaiyaa)

## Streszczenie
Manu (Amitabh Bachchan) cieszy się opinią superfachowca, jednak nie udaje mu się uchronić od śmierci polityka, za którego bezpieczeństwo jest odpowiedzialny. Zamachowiec zabija go w masce o twarzy...Manu. Przy trupie pozostawia breloczek przedstawiający maskę jokera. Wkrótce podobne breloczki policja znajduje przy zwłokach kolejnych osób. Manu traktuje te morderstwa jak rzucone mu wyzwanie. Zaczyna zbierać informacje na temat zabójcy. Raghavan (Manoj Bajpai) jako jedenastolatek spalił własną matkę. Mając szesnaście lat znowu zamordował. Przeniesiono go z domu dziecka do więzienia. Dwa lata potem uciekł i od tego czasu ślad po nim zaginął. Jako wychowanek domu dziecka pilnie poznawał Bhagawadgitę i dziś zabiwszy głosi nad ofiarą słowa: „Nikt nie zabija. Nikt nie umiera. To nie ja mówię, tak napisano w Bagawadgicie”. Manu w końcu trafia na ślad Raghavana. Może go odnaleźć dzięki danym o leczeniu jego upośledzonego brata. Brat i striptizerka Neeta to jedyne osoby, które, zabijający z rozbawieniem Raghavan, darzy miłością. Policjantowi udaje się aresztować zabójcę. Roztaczając przed skazańcem przejmującą wizję tego, jak będzie za chwilę wyglądać jego umieranie na szubienicy, Manu próbuje go namówić do wydania nazwisk zleceniodawców zamachu. Daremnie. Idący na śmierć Raghavan nie umiera jednak pokornie. Broni się. Ginie podczas strzelaniny. Manu zostaje postrzelony. Odzyskawszy przytomność uświadamia sobie, że jest prześladowany przez cudze wspomnienia. „Nikt nie zabija. Nikt nie umiera.” Słowa cytowane nad zabijanym człowiekiem stają się jego słowami. Manu, któremu zabójca przed śmiercią powiedział, że każdy ma w sobie zło, ma swojego Raghavana, odkrywa go teraz w swoich decyzjach, zachowaniach, pokusach i pragnieniach.

## Obsada
- Amitabh Bachchan – Inspektor Manu Verma – Nagroda Filmfare Krytyków dla Najlepszego Aktora
- Manoj Bajpai – Raghavan Ghatge – Nagroda Screen Weekly za Najlepszą Rolę Negatywną
- Raveena Tandon – Neeta
- Nandita Das – Supriya Verma
- K.K. Raina – Mahadevan Ghatge
- Kamal Chopra – oficer policji Pradhan
- Tanvi Azmi – Madhu Pradhan
- Vineet Kumar – Narang
- Pramod Muthu – Balwant Chaudhry
- Salim Ghouse – ślepy Guru
- Veerendra Saxena – Hanif Kasai (jako Virendra Saxena)
- Vijay Raaz – Yeda Yakub
- Vrajesh Hirjee – Oficer 1
- Gajraj Rao – Oficer 2
- Mithilesh Chaturvedi – PM's Aide
- Amol Palekar – minister

## Nagrody i nominacje do nagród
- Nagroda Star Screen za Najlepszą Rolę Negatywną – Manoj Bajpai
- Nagroda Zee Cine za Najlepszą Rolę Negatywną – Manoj Bajpai
- nominacja do Nagrody IIFA za Najlepszą Rolę Negatywną – Manoj Bajpai
- nominacja do Nagrody Filmfare za Najlepszą Rolę Negatywną – Manoj Bajpai
- nominacja do Nagrody IIFA dla Najlepszego Aktora – Amitabh Bachchan
- nominacja do Nagrody Filmfare dla Najlepszego Aktora – Amitabh Bachchan
- Nagroda Filmfare Krytyków dla Najlepszego Aktora – Amitabh Bachchan
- Nagroda Zee Cine dla Najlepszego Aktora – Amitabh Bachchan

## Muzyka
Muzykę do filmu skomponował Anu Malik, twórca muzyki do takich filmów jak: Akele Hum Akele Tum, Chaahat, Ishq, Border, China Gate, Refugee, Fiza, Asoka Wielki, LOC Kargil, Tamanna, Ishq Vishk, Murder, Fida, No Entry, Humko Deewana Kar Gaye, Zakochać się jeszcze raz, Umrao Jaan.
- Ye Raat
- Bhala Bura
- Raat Aati Hai
- Rabba Rabba
- Hum Bhool Gaye (Male)
- Aaja Gufaon Mein
- Ramleela
- Hum Bhool Gaye (Female)
- Banda Bindaas